# Тадуев, Виталий Петрович
Виталий Петрович Тадуев — советский хозяйственный, государственный и политический деятель, полный кавалер ордена Трудовой Славы.

## Биография
Родился в 1937 году в деревне Тарасово. Член КПСС.
С 1957 года — на хозяйственной, общественной и политической работе. В 1957—1997 гг. — возчик, прицепщик, тракторист колхоза «Новый быт», тракторист колхоза «Заря», тракторист колхоза имени Буденного, тракторист-машинист совхоза «Ивановский» Ивановского района Ивановской области
Указами Президиума Верховного Совета СССР от 14 февраля 1975 года и от 23 декабря 1976 года награждён орденами Трудовой Славы 3-й и 2-й степеней.
Указом Президиума Верховного Совета СССР от 6 июня 1984 года награждён орденом Трудовой Славы 1-й степени.
Делегат XXVII съезда КПСС.
Умер в деревне Богданиха в 2015 году.